# Спасо-Преображенский собор (Новгород-Северский)
Спасо-Преображенский собор — кафедральный собор Черниговской и Новгород-Северской епархии Украинской православной церкви и памятник архитектуры национального значения в Новгород-Северском.

## История
Постановлением Совета Министров УССР от 24.08.1963 № 970 «Про упорядочение дела учёта и охраны памятников архитектуры на территории Украинской ССР» («Про впорядкування справи обліку та охорони пам'ятників архітектури на території Української РСР») присвоен статус памятник архитектуры республиканского значения с охранным № 850/1.
Установлена информационная доска.

## Описание
Собор построен в 1791—1796 годах на месте Спасского собора начала XIII века в традициях русского классицизма. Входит в комплекс Спасо-Преображенского монастыря и музея-заповедника «Слово о полку Игореве». Является одним из лучших сооружений Джакомо Кваренги.
Собор построен по проекту архитектора Джакомо Кваренги под руководством губернского архитектора И. Д. Ясныгина. Из-за нехватки средств, отделочные работы возобновились в 1804—1806 годах. Вскоре в 1814 году собор начал разрушатся. В 1821 году по проекту А. И. Карташевского с противоаварийной целью были установлены дополнительные колоны для поддержки подпружных арок. В 1858 и 1910 годах собор ремонтировался. 
Каменный, квадратный в плане собор, с 4-колонным портиком в антах (боковые стены) тосканского ордена главного (юго-восточного) фасада, который завершает треугольный фронтон. С северо-востока примыкает с основному объёму апсида в виде полуротонды. Торцевой (юго-западный) фасад украшен портиком плоским из 4 полуколонн, завершающийся треугольным фронтоном. Венчает собор полусферический купол посредине и четыре меньшего размера восьмигранные купола по углам.
После Октябрьской революции собор использовался как музей. Во время Великой Отечественной войны был повреждён. В 1968 году вновь ремонтировался. В 1983 году был разработан проект реставрации и приспособления собора для музея-заповедника «Слово о полку Игореве». 
Был передан религиозной общине.